# Kajakarstwo na Letnich Igrzyskach Olimpijskich 2016 – K-4 1000 m mężczyzn
K-4 1000 metrów mężczyzn to jedna z konkurencji w kajakarstwie klasycznym rozgrywanych podczas Letnich Igrzysk Olimpijskich 2016. Kajakarze rywalizowali między 19 a 20 sierpnia na torze Lagoa Rodrigo de Freitas.

## Terminarz
Wszystkie godziny są podane w czasie brazylijskim (UTC-03:00)
| Data             | Godzina |            |
| ---------------- | ------- | ---------- |
| 19 sierpnia 2016 | 09:51   | Eliminacje |
| 19 sierpnia 2016 | 10:51   | Półfinały  |
| 20 sierpnia 2016 | 10:04   | Finały     |

## Wyniki

### Eliminacje
Najlepsza osoaba z każdego biegu awansowała do finału A pozostałe osady awansowały do półfinału.
Bieg 1
| Pozycja | Zawodnicy                                                                    | Państwo    | Czas     | Uwagi |
| ------- | ---------------------------------------------------------------------------- | ---------- | -------- | ----- |
| 1       | Max Rendschmidt Tom Liebscher Max Hoff Marcus Gross                          | Niemcy     | 2:52.836 | FA    |
| 2       | Denis Myšák Erik Vlček Juraj Tarr Tibor Linka                                | Słowacja   | 2:55.628 |       |
| 3       | Ken Wallace Riley Fitzsimmons Jacob Clear Jordan Wood                        | Australia  | 2:55.666 |       |
| 4       | Fernando Pimenta Emanuel Silva Joao Ribeiro David Fernandes                  | Portugalia | 3:01.498 |       |
| 5       | Arnaud Hybois Etienne Hubert Sebastien Jouve Cyrille Carre                   | Francja    | 3:02.376 |       |
| 6       | Roberto Maehler Vagner Junior Souta Celso Oliveira Gilvan Bitencourt Ribeiro | Brazylia   | 3:04.376 |       |
| 7       | Ilja Golendow Andriej Jerguczew Siergiej Tokarnicki Aleksandr Jemielianow    | Kazachstan | 3:04.883 |       |

Bieg 2
| Pozycja | Zawodnicy                                                           | Państwo   | Czas     | Uwagi |
| ------- | ------------------------------------------------------------------- | --------- | -------- | ----- |
| 1       | Daniel Havel Lukáš Trefil Josef Dostál Jan Štěrba                   | Czechy    | 2:52.027 | FA    |
| 2       | Daniel Dal Bo Juan Ignacio Cáceres Gonzalo Carreras Pablo de Torres | Argentyna | 2:55.103 |       |
| 3       | Javier Hernanz Rodrigo Germade Oscar Carrera Inigo Pena             | Hiszpania | 2:55.514 |       |
| 4       | Kiriłł Lapunow Wasilij Pogrieban Roman Anoszkin Oleg Żestkow        | Rosja     | 2:56.662 |       |
| 5       | Tibor Hufnagel Benjamin Ceiner Attila Kugler Tamas Somoracz         | Węgry     | 3:00.369 |       |
| 6       | Marko Tomićević Milenko Zorić Dejan Pajić Vladimir Torubarov        | Serbia    | 3:05.272 |       |
| 7       | Nicola Ripamonti Giulio Dressino Alberto Ricchetti Mauro Crenna     | Włochy    | 3:10.266 |       |

## Półfinały
Pierwsze trzy osoaby z każdego półfinału awansowąły do finału A, pozostałe do finału B.
Półfinał 1
| Pozycja | Zawodnicy                                                                 | Państwo    | Czas     | Uwagi |
| ------- | ------------------------------------------------------------------------- | ---------- | -------- | ----- |
| 1       | Ken Wallace Riley Fitzsimmons Jacob Clear Jordan Wood                     | Australia  | 2:58.222 | FA    |
| 2       | Fernando Pimenta Emanuel Silva Joao Ribeiro David Fernandes               | Portugalia | 2:58.233 | FA    |
| 3       | Marko Tomićević Milenko Zorić Dejan Pajić Vladimir Torubarov              | Serbia     | 2:59.636 | FA    |
| 4       | Ilja Golendow Andriej Jerguczew Siergiej Tokarnicki Aleksandr Jemielianow | Kazachstan | 3:00.592 |       |
| 5       | Tibor Hufnagel Benjamin Ceiner Attila Kugler Tamas Somoracz               | Węgry      | 3:00.645 |       |
| 6       | Daniel Dal Bo Juan Ignacio Cáceres Gonzalo Carreras Pablo de Torres       | Argentyna  | 3:00.952 |       |

Półfinał 2
| Pozycja | Zawodnicy                                                                    | Państwo   | Czas     | Uwagi |
| ------- | ---------------------------------------------------------------------------- | --------- | -------- | ----- |
| 1       | Denis Myšák Erik Vlček Juraj Tarr Tibor Linka                                | Słowacja  | 2:59.362 | FA    |
| 2       | Javier Hernanz Rodrigo Germade Oscar Carrera Inigo Pena                      | Hiszpania | 3:00.237 | FA    |
| 3       | Arnaud Hybois Etienne Hubert Sebastien Jouve Cyrille Carre                   | Francja   | 3:00.896 | FA    |
| 4       | Kiriłł Lapunow Wasilij Pogrieban Roman Anoszkin Oleg Żestkow                 | Rosja     | 3:01.065 |       |
| 5       | Nicola Ripamonti Giulio Dressino Alberto Ricchetti Mauro Crenna              | Włochy    | 3:03.868 |       |
| 6       | Roberto Maehler Vagner Junior Souta Celso Oliveira Gilvan Bitencourt Ribeiro | Brazylia  | 3:09.220 |       |

## Finały

### Finał B
| Pozycja | Zawodnicy                                                                    | Państwo    | Czas     | Uwagi |
| ------- | ---------------------------------------------------------------------------- | ---------- | -------- | ----- |
| 1       | Kiriłł Lapunow Wasilij Pogrieban Roman Anoszkin Oleg Żestkow                 | Rosja      | 3:06.825 |       |
| 2       | Ilja Golendow Andriej Jerguczew Siergiej Tokarnicki Aleksandr Jemielianow    | Kazachstan | 3:08.715 |       |
| 3       | Tibor Hufnagel Benjamin Ceiner Attila Kugler Tamas Somoracz                  | Węgry      | 3:10.388 |       |
| 4       | Daniel Dal Bo Juan Ignacio Cáceres Gonzalo Carreras Pablo de Torres          | Argentyna  | 3:12.621 |       |
| 5       | Roberto Maehler Vagner Junior Souta Celso Oliveira Gilvan Bitencourt Ribeiro | Brazylia   | 3:13.337 |       |
| 6       | Nicola Ripamonti Giulio Dressino Alberto Ricchetti Mauro Crenna              | Włochy     | 3:14.399 |       |

### Finał A
| Pozycja | Zawodnicy                                                    | Państwo    | Czas     | Uwagi |
| ------- | ------------------------------------------------------------ | ---------- | -------- | ----- |
| złoto   | Max Rendschmidt Tom Liebscher Max Hoff Marcus Gross          | Niemcy     | 3:02.143 |       |
| srebro  | Denis Myšák Erik Vlček Juraj Tarr Tibor Linka                | Słowacja   | 3:05.044 |       |
| brąz    | Daniel Havel Lukáš Trefil Josef Dostál Jan Štěrba            | Czechy     | 3:05.176 |       |
| 4       | Ken Wallace Riley Fitzsimmons Jacob Clear Jordan Wood        | Australia  | 3:06.731 |       |
| 5       | Javier Hernanz Rodrigo Germade Oscar Carrera Inigo Pena      | Hiszpania  | 3:06.768 |       |
| 6       | Fernando Pimenta Emanuel Silva Joao Ribeiro David Fernandes  | Portugalia | 3:07.482 |       |
| 7       | Arnaud Hybois Etienne Hubert Sebastien Jouve Cyrille Carre   | Francja    | 3:07.488 |       |
| 8       | Marko Tomićević Milenko Zorić Dejan Pajić Vladimir Torubarov | Serbia     | 3:10.241 |       |